# NGC 1653
NGC 1653 è una galassia ellittica situata nella costellazione dell'Eridano, a una distanza di circa 204 milioni di anni luce dalla nostra Via Lattea.

## Scoperta
La galassia è stata scoperta il 1 febbraio 1786 dall'astronomo britannico di origine tedesca William Herschel.